# Stationsweb
Stationsweb is een website waarop een landelijk dekkend beeld van huidige en voormalige spoorwegstations in Nederland gegeven wordt.
Stationsweb is, aanvankelijk als hobbyproject, in 2001 door Wichor Bramer opgezet om informatie omtrent de historische en actuele stations en spoorlijnen toegankelijk te maken. Met de website wordt geprobeerd een zo compleet mogelijk beeld te geven van alle stations, bestaande en historische spoorlijnen, gebouwen en hun architecten, foto's van gebouwen, geschiedenis van stationsgebouwen, en aanverwante zaken. Tevens zijn bij alle nog in gebruik zijnde stations een aantal links opgenomen voor actuele reizigers of bezoekers. Zo kan men bijvoorbeeld rechtstreeks linken naar informatie over stationsfaciliteiten zoals openingstijden, loketten, (bewaakte) fietsenstallingen, opbergkluisjes en fietsverhuur.
De website is enigszins vergelijkbaar met Wikipedia in die zin dat men kan doorklikken op aanverwante onderwerpen, bij het bezoeken van de pagina van een bepaald station kunnen bijvoorbeeld alle lijnen van en naar dat station direct aangeklikt worden. De website is opgezet volgens het principe van open access en ook op de afgebeelde lage-resolutiefoto's rust geen auteursrecht, tenzij anders vermeld. De database is samengesteld uit verschillende bronnen. 